# 伊洛瓦斯科
伊洛瓦斯科（西班牙語：Ilobasco）是薩爾瓦多的城鎮，位於該國東北部，由卡瓦尼亞斯省負責管轄，面積249.69平方公里，海拔高度750米，2007年人口61,510，人口密度每平方公里246人。